# Xiepu (köpinghuvudort i Kina, Zhejiang Sheng, lat 30,02, long 121,59)
Xiepu (kinesiska: 澥浦) är en köpinghuvudort i Kina. Den ligger i provinsen Zhejiang, i den östra delen av landet, omkring 140 kilometer öster om provinshuvudstaden Hangzhou. Antalet invånare är 41 405. Befolkningen består av 19 174 kvinnor och 22 231 män. Barn under 15 år utgör 11,0 %, vuxna 15-64 år 81 %, och äldre över 65 år 7,0 %.
Runt Xiepu är det tätbefolkat, med 636 invånare per kvadratkilometer. Närmaste större samhälle är Ningbo, 16,8 km söder om Xiepu. Trakten runt Xiepu består till största delen av jordbruksmark.
Genomsnittlig årsnederbörd är 1 981 millimeter. Den regnigaste månaden är juni, med i genomsnitt 355 mm nederbörd, och den torraste är januari, med 68 mm nederbörd.